# Веселівська сільська рада (Борисовський район)
Веселівська сільська рада (біл. Весялоўскі сельсавет) — адміністративно-територіальна одиниця в складі Борисовського району розташована в Мінській області Білорусі. Адміністративний центр — Велятичі.
Веселівська сільська рада розташована на межі центральної Білорусі, на північному сході Мінської області орієнтовне розташування — супутникові знимки, на північний захід від районного центру Борисова.
До складу сільради входять 21 населений пункт:
- Велика Тростяниця • Брили • Верховина • Веселове • Дубовий Лог • Єльниця • Заболоття • Загір'я • Звеняти • Костюки • Крацевичі • Кричино • Ляхівка • Мала Тростяниця • Мстеннє • Нежиці • Острів • Рогатка • Старина • Холхолиця • Яблочино.